# Ommata rouperti
Ommata rouperti là một loài bọ cánh cứng trong họ Cerambycidae.